# Lake Elsinore (Kalifornija)
Lake Elsinore je grad u američkoj saveznoj državi Kalifornija. Prema popisu stanovništva iz 2010. u njemu je živjelo 51.821 stanovnika.